# 1728
Il 1728 (MDCCXXVIII in numeri romani) è un anno bisestile del XVIII secolo.

## Eventi
- A Londra si pubblica la Cyclopaedia di Ephraim Chambers, la prima vera Enciclopedia della storia.
- Voltaire dà alle stampe la Henriade, un poema che loda la politica di pace di Enrico IV di Francia.
- Eruzione effusiva del Vesuvio

## Nati

### Gennaio
- 2 gennaio - Ludovico Barbiano di Belgiojoso, militare e diplomatico italiano († 1801)
- 2 gennaio - Gesualdo Francesco Ferri, pittore italiano († 1799)
- 3 gennaio - Johann Georg Büsch, statistico, educatore e attivista tedesco († 1800)
- 5 gennaio - Josef Starzer, compositore e violinista austriaco († 1787)
- 7 gennaio - Giovanni Gallini, ballerino, coreografo e produttore teatrale italiano († 1805)
- 9 gennaio - Thomas Warton, scrittore, poeta e storico inglese († 1790)
- 16 gennaio - Niccolò Piccinni, compositore italiano († 1800)
- 17 gennaio - Arnaldo Speroni degli Alvarotti, vescovo cattolico italiano († 1800)
- 26 gennaio - Godefroy de La Tour d'Auvergne, nobile francese († 1792)

### Febbraio
- 5 febbraio - Francesco Longano, filosofo e saggista italiano († 1796)
- 7 febbraio - Geminiano Cozzi, imprenditore e ceramista italiano († 1798)
- 11 febbraio - Anton Bachschmidt, compositore e violinista tedesco († 1797)
- 11 febbraio - Carlo II Eugenio di Württemberg, nobile († 1793)
- 12 febbraio - Étienne-Louis Boullée, architetto e teorico dell'architettura francese († 1799)
- 13 febbraio - John Hunter, medico britannico († 1793)
- 17 febbraio - Jean Aufresne, attore teatrale e regista svizzero († 1804)
- 20 febbraio - Gregorio Alessandri, vescovo cattolico italiano († 1802)
- 21 febbraio - Pietro III di Russia, sovrano russo († 1762)
- 24 febbraio - Franz Joseph Aumann, compositore, presbitero e religioso austriaco († 1797)
- 25 febbraio - John Wood il Giovane, architetto britannico († 1782)
- 25 febbraio - Vittoria d'Assia-Rotenburg, principessa tedesca († 1792)
- 26 febbraio - Antoine Baumé, chimico, farmacista e inventore francese († 1804)
- 28 febbraio - William Bagot, I barone Bagot, politico inglese († 1798)
- 28 febbraio - Thomas Pelham, I conte di Chichester, politico inglese († 1805)
- 28 febbraio - Eleonora Maria Teresa di Savoia, nobile italiana († 1781)

### Marzo
- 12 marzo - Anton Raphael Mengs, pittore, storico dell'arte e critico d'arte tedesco († 1779)
- 18 marzo - Kirill Grigor'evič Razumovskij, ufficiale russo († 1803)
- 19 marzo - Pieter-Jozef Verhaghen, pittore fiammingo († 1811)
- 20 marzo - Johann Georg Krünitz, enciclopedista tedesco († 1796)
- 20 marzo - Samuel-Auguste Tissot, medico svizzero († 1797)
- 21 marzo - Giuseppe Venceslao di Fürstenberg, principe († 1783)
- 22 marzo - Giacomo Insanguine, compositore e organista italiano († 1793)
- 23 marzo - Giorgio Teodoro Trivulzio, IV marchese di Sesto Ulteriano, nobile e politico italiano († 1802)
- 25 marzo - Bartolomeo Ruspini, medico italiano († 1813)
- 28 marzo - Zübeyde Sultan, principessa ottomana († 1756)

### Aprile
- 13 aprile - Paolo Frisi, matematico, astronomo e presbitero italiano († 1784)
- 15 aprile - Giovanni Alessandro Brambilla, anatomista, patologo e medico italiano († 1800)
- 16 aprile - Joseph Black, chimico e medico scozzese († 1799)
- 16 aprile - Jean-Baptiste Nicolet, attore teatrale e direttore teatrale francese († 1796)
- 19 aprile - Francesco Albergati Capacelli, scrittore, politico e commediografo italiano († 1804)
- 23 aprile - Samuel Wallis, navigatore inglese († 1795)
- 28 aprile - Angelo Fumagalli, abate e storico italiano († 1804)

### Maggio
- 7 maggio - Maria Cristina de Rouvroy, nobile francese († 1774)
- 11 maggio - Pierre Gaviniès, violinista e compositore francese († 1800)
- 16 maggio - Louis-Simon Lempereur, incisore francese († 1807)
- 16 maggio - Johann Andreas Stein, artigiano tedesco († 1792)
- 26 maggio - Filippo Lopez y Royo, arcivescovo cattolico italiano († 1811)
- 27 maggio - Gaetano Bonanno, vescovo cattolico italiano († 1806)
- 28 maggio - Maria Angela Ardinghelli, fisica e traduttrice italiana († 1825)

### Giugno
- 4 giugno - Teresa di Brunswick-Wolfenbüttel, nobile tedesca († 1778)
- 12 giugno - Maria Luisa Giuseppa Vanot, religiosa francese († 1794)
- 25 giugno - Shah 'Alam II, imperatore indiano († 1806)
- 27 giugno - Giambattista Toderini, abate, scrittore e filosofo italiano († 1799)
- 27 giugno - Carlo Giovanni Battista di Dietrichstein, nobile e alchimista boemo († 1808)

### Luglio
- 1º luglio - Nicolas Guy Brenet, pittore francese († 1792)
- 3 luglio - Robert Adam, architetto scozzese († 1792)
- 5 luglio - Joseph Marie Blaise Coulomb, ingegnere francese († 1803)
- 18 luglio - Pietro Arduino, agronomo, botanico e naturalista italiano († 1805)
- 20 luglio - Maria Francesca di Monaco, principessa monegasca († 1743)
- 31 luglio - Michele Stratico, compositore e violinista italiano

### Agosto
- 1º agosto - Edward Augustus Holyoke, medico e scienziato statunitense († 1829)
- 10 agosto - Giulio Lorenzo Selvaggio, giurista e archeologo italiano († 1772)
- 12 agosto - Agostino Penna, scultore italiano († 1800)
- 23 agosto - Gaetano II Sforza Cesarini, V principe di Genzano, principe e presbitero italiano († 1776)
- 24 agosto - Whitehead Hicks, politico e avvocato statunitense († 1780)
- 26 agosto - Johann Heinrich Lambert, filosofo, matematico e fisico svizzero († 1777)
- 28 agosto - Antonio Lanza, vescovo cattolico italiano († 1775)
- 28 agosto - John Stark, generale statunitense († 1822)
- 29 agosto - Maria Anna Sofia di Sassonia († 1797)

### Settembre
- 3 settembre - Matthew Boulton, imprenditore britannico († 1809)
- 18 settembre - Richard Mique, architetto francese († 1794)
- 20 settembre - Nicolò Angelo Sagredo, arcivescovo cattolico italiano († 1804)
- 23 settembre - Carlo Allioni, botanico e medico italiano († 1804)
- 29 settembre - Charles Cadogan, I conte Cadogan, nobile e politico inglese († 1807)

### Ottobre
- 5 ottobre - Cavaliere d'Éon, diplomatico, nobile e agente segreto francese († 1810)
- 11 ottobre - Karl Ernst von Biron († 1801)
- 13 ottobre - Guillaume Le Trosne, economista francese († 1780)
- 14 ottobre - Ubaldo Gandolfi, pittore italiano († 1781)
- 19 ottobre - Mercy Otis Warren, scrittrice e patriota statunitense († 1814)
- 21 ottobre - José Moñino y Redondo, conte di Floridablanca, politico spagnolo († 1808)
- 27 ottobre - James Cook, esploratore, navigatore e cartografo britannico († 1779)

### Novembre
- 2 novembre - Antoine-Eléonore-Léon Le Clerc de Juigné, arcivescovo cattolico francese († 1811)
- 4 novembre - Giovanna Guglielmina di Anhalt-Köthen, nobile tedesco († 1786)
- 4 novembre - Francesco Maria Gianni, storico, economista e politico italiano († 1821)
- 5 novembre - Franz Xaver von Wulfen, botanico, geologo e alpinista austriaco († 1805)
- 9 novembre - Fernando Spinelli, cardinale italiano († 1795)
- 22 novembre - Carlo Federico di Baden, sovrano tedesco († 1811)
- 23 novembre - Gennaro Clemente Francone, arcivescovo cattolico italiano († 1799)
- 29 novembre - Johann Gerhard Koenig, medico e botanico tedesco († 1785)

### Dicembre
- 2 dicembre - Ferdinando Galiani, economista italiano († 1787)
- 6 dicembre - Angelico Benincasa, arcivescovo cattolico e religioso italiano († 1815)
- 8 dicembre - Johann Georg Ritter von Zimmermann, filosofo, naturalista e medico svizzero († 1795)
- 9 dicembre - Pietro Alessandro Guglielmi, compositore italiano († 1804)
- 12 dicembre - Pietro Verri, nobile, filosofo e economista italiano († 1797)
- 13 dicembre - Ambroise-Augustin Chevreux, religioso, abate e presbitero francese († 1792)
- 16 dicembre - Gaspare Turbini, architetto e religioso italiano († 1801)
- 21 dicembre - Hermann Friedrich Raupach, compositore e clavicembalista tedesco († 1788)
- 25 dicembre - Vittorio Amedeo Cigna-Santi, poeta e librettista italiano († 1799)
- 25 dicembre - Johann Adam Hiller, compositore tedesco († 1804)
- 26 dicembre - Federico Maria Giovanelli, patriarca cattolico italiano († 1800)

### Senza giorno specificato
- Krishnaraja Wodeyar II,  indiano († 1766)
- Ali Bey Al-Kabir, sultano egiziano († 1773)
- Gaetano Alemani, pittore e scenografo italiano († 1782)
- Karl Blank, architetto russo († 1793)
- Ange-Mathieu Bonelli, politico e militare italiano († 1796)
- Gabriele Brunelli, botanico e naturalista italiano († 1797)
- Stefano Catani, pittore italiano († 1795)
- Antonio Cavallero, musicista e compositore spagnolo
- Nicolas de Fassin, pittore belga († 1811)
- Carlo Galli da Bibbiena, architetto, scenografo e pittore austriaco († 1787)
- Alexander Gerard, filosofo scozzese († 1795)
- Gaetano Guadagni, cantante castrato italiano († 1792)
- Tommaso Guarducci, cantante castrato italiano († 1803)
- Nicholas Herkimer, generale statunitense († 1777)
- Pëtr Kuz'mič Krenicyn, navigatore e esploratore russo († 1770)
- Charles Mason, astronomo britannico († 1786)
- Robert Carter Nicholas, politico statunitense († 1780)
- Giuseppe Salerno, medico e anatomista italiano († 1792)
- Roger Vandercruse Lacroix, ebanista francese († 1799)
- Carl Philipp von Venningen, nobile, politico e giudice tedesco († 1797)
- Giuseppe Viscovich, militare italiano († 1804)
- Fulgenzio Vitman, abate e botanico tedesco († 1806)
- John Wilkinson, ingegnere inglese († 1808)
- Giovanni Battista Zonca, basso italiano († 1809)

## Morti

### Gennaio
- 1º gennaio - Federico Antonio Ulrico di Waldeck e Pyrmont, conte (n. 1676)
- 7 gennaio - Marc-Antoine Legrand, attore teatrale e drammaturgo francese (n. 1673)
- 16 gennaio - Fra Santo di San Domenico, religioso italiano (n. 1655)
- 20 gennaio - Guérin d'Estriché, attore teatrale francese (n. 1636)
- 22 gennaio - Pietro Priuli, cardinale e vescovo cattolico italiano (n. 1669)
- 24 gennaio - Domenico Pelli, architetto e imprenditore svizzero (n. 1657)
- 27 gennaio - François Duval, violinista e compositore francese (n. 1672)
- 30 gennaio - Elisabetta Augusta Sofia del Palatinato-Neuburg, nobile tedesca (n. 1693)

### Febbraio
- 7 febbraio - Niccolò Caracciolo, cardinale italiano (n. 1658)
- 12 febbraio - Agostino Steffani, vescovo cattolico e compositore italiano (n. 1654)
- 13 febbraio - Cotton Mather, pastore protestante e medico statunitense (n. 1663)
- 16 febbraio - Enrico di Sassonia-Weissenfels-Barby, nobile tedesco (n. 1657)
- 16 febbraio - Aurora von Königsmarck, religiosa tedesca (n. 1662)
- 20 febbraio - Jacques Raudot, funzionario francese (n. 1638)
- 20 febbraio - Ottavio Scarampi del Cairo, militare italiano (n. 1672)
- 24 febbraio - Charles-René Reynaud, matematico francese (n. 1656)
- 25 febbraio - Alexander zu Dohna-Schlobitten, militare e diplomatico prussiano (n. 1661)
- 28 febbraio - Ogyū Sorai, filosofo giapponese (n. 1666)

### Marzo
- 4 marzo - Anna Petrovna Romanova, nobile (n. 1708)
- 7 marzo - Federico Luigi di Schleswig-Holstein-Sonderburg-Beck, ufficiale tedesco (n. 1653)
- 8 marzo - Giovanni Mario Crescimbeni, poeta e critico letterario italiano (n. 1663)
- 20 marzo - Ulisse Giuseppe Gozzadini, cardinale e vescovo cattolico italiano (n. 1650)
- 20 marzo - Camille d'Hostun, generale e nobile francese (n. 1652)

### Aprile
- 10 aprile - Nicodemus Tessin il Giovane, architetto svedese (n. 1654)
- 13 aprile - Bernardino Marinali, miniatore italiano (n. 1645)
- 13 aprile - Johann Christoph Schmidt, compositore e direttore d'orchestra tedesco (n. 1664)
- 21 aprile - Filippo Antonio Gualterio, cardinale, arcivescovo cattolico e collezionista d'arte italiano (n. 1660)
- 23 aprile - Tomás de Torrejón y Velasco Sánchez, compositore, musicista e organista spagnolo (n. 1644)
- 25 aprile - Augusta Maria di Holstein-Gottorp, nobile tedesca (n. 1649)
- 30 aprile - Jacob Heinrich von Flemming, politico e generale tedesco (n. 1667)

### Maggio
- 3 maggio - Claude-François Fraguier, religioso e letterato francese (n. 1660)
- 7 maggio - Rosa Venerini, religiosa e educatrice italiana (n. 1656)
- 10 maggio - Jan Pieter van Baurscheit il Vecchio, scultore e architetto tedesco (n. 1669)
- 17 maggio - Cristiano Filippo di Waldeck e Pyrmont, nobile tedesco (n. 1701)
- 19 maggio - Claude Le Blanc, politico e nobile francese (n. 1669)
- 25 maggio - Federico Luigi di Nassau-Ottweiler, nobile tedesco (n. 1651)

### Giugno
- 7 giugno - Ivan Petrovič Tolstoj, politico russo (n. 1685)
- 10 giugno - Marino Groppelli, scultore e architetto italiano (n. 1662)
- 13 giugno - Federico Cristiano di Schaumburg-Lippe, sovrano (n. 1655)
- 23 giugno - Gabriel Daniel, storico e gesuita francese (n. 1649)
- 30 giugno - Otto Friedrich von der Groeben, militare e esploratore prussiano (n. 1657)

### Luglio
- 2 luglio - Jemima Crew, nobildonna inglese (n. 1675)
- 4 luglio - Hartmann del Liechtenstein, principe e militare austriaco (n. 1666)
- 26 luglio - Paolo De Matteis, pittore italiano (n. 1662)
- 28 luglio - Maria Enrichetta de La Tour d'Auvergne, nobile francese (n. 1708)

### Agosto
- 1º agosto - Paolo Antonio Pesenti, presbitero italiano (n. 1666)
- 3 agosto - Abraham de Peyster, politico statunitense (n. 1657)
- 9 agosto - Gerolamo Francesco Malpasciuto, vescovo cattolico e nobile italiano (n. 1656)
- 11 agosto - William Sherard, botanico inglese (n. 1659)
- 14 agosto - Ernesto Augusto II di Hannover, nobile tedesco (n. 1674)
- 15 agosto - Marin Marais, gambista e compositore francese (n. 1656)
- 26 agosto - Guglielmo Ernesto di Sassonia-Weimar, duca tedesco (n. 1662)
- 26 agosto - Anna Maria di Borbone-Orléans, principessa francese (n. 1669)

### Settembre
- 5 settembre - Antoine-François de Laval, cartografo e astronomo francese (n. 1664)
- 7 settembre - Henry Clinton, VII conte di Lincoln, politico inglese (n. 1684)
- 16 settembre - Andrej Artamonovič Matveev, diplomatico russo (n. 1666)
- 21 settembre - Johann Friedrich II von Alvensleben, politico e diplomatico tedesco (n. 1657)
- 23 settembre - Christian Thomasius, giurista e filosofo tedesco (n. 1655)

### Ottobre
- 1º ottobre - Robert Livingston il Vecchio, imprenditore scozzese (n. 1654)
- 2 ottobre - Zeger Bernard van Espen, teologo belga (n. 1646)
- 7 ottobre - Jean-Baptiste Volumier, violinista e compositore fiammingo
- 8 ottobre - Marthe Le Rochois, soprano e insegnante francese
- 8 ottobre - Anne Danican Philidor, compositore e oboista francese (n. 1681)
- 9 ottobre - James Cecil, V conte di Salisbury, nobile e politico inglese (n. 1691)
- 15 ottobre - Bernard de La Monnoye, avvocato, poeta e filologo francese (n. 1641)
- 18 ottobre - Ferenc Gyulay, generale austriaco (n. 1674)

### Novembre
- 7 novembre - Ascanio Gonzaga, militare e arcivescovo cattolico italiano (n. 1654)
- 15 novembre - Élie Benoît, storico e teologo francese (n. 1640)
- 19 novembre - Leopoldo di Anhalt-Köthen, principe (n. 1694)
- 22 novembre - Natal'ja Alekseevna Romanova, principessa russa (n. 1714)
- 28 novembre - Alexander Gordon, II duca di Gordon, nobile scozzese (n. 1678)

### Dicembre
- 8 dicembre - Camillo Rusconi, scultore italiano (n. 1658)
- 13 dicembre - Filippo Alfonso Gonzaga, nobile italiano (n. 1700)
- 13 dicembre - Giuseppe Zambeccari, anatomista italiano (n. 1655)
- 14 dicembre - Đuro Matijašević, poeta, letterato e presbitero croato (n. 1670)
- 20 dicembre - Jakob Wilhelm Imhoff, storico e genealogista tedesco (n. 1651)
- 22 dicembre - René Pignon Descoteaux, flautista francese
- 28 dicembre - Anna Sofia di Sassonia-Gotha-Altenburg, principessa sassone (n. 1670)

### Senza giorno specificato
- Nişancı Mehmed Pascià, politico ottomano
- Muhammad bin Nasir, sovrano omanita
- Franz Ableithner, scultore tedesco
- Fëdor Matveevič Apraksin, ammiraglio russo (n. 1661)
- Johann Auffenwerth, ceramista e decoratore tedesco
- Michele Angelo Borio, militare italiano (n. 1645)
- John Campbell, editore britannico (n. 1653)
- Carlo Sigismondo Capece, drammaturgo e librettista italiano (n. 1652)
- Bernardino Ciceri, pittore italiano (n. 1650)
- Cirillo IV di Costantinopoli, arcivescovo ortodosso greco
- Alessandro Gagliano, liutaio italiano (n. 1660)
- Gaetano Greco, compositore e organista italiano
- Giovanni Battista Manni, architetto, ingegnere e urbanista italiano
- Jean Pontas, teologo francese (n. 1638)
- Sante Prunati, pittore italiano (n. 1656)
- Jean Quinault, attore teatrale francese (n. 1656)
- Jean-Pierre Ricard, giurista francese (n. 1674)
- John Spotiswood, giurista britannico (n. 1667)
- Renaud des Marchais, cartografo, esploratore e navigatore francese (n. 1683)
- Juan Rodríguez Juárez, pittore messicano (n. 1675)

## Calendario
| Calendario 1728 | Calendario 1728 | Calendario 1728 | Calendario 1728 | Calendario 1728 | Calendario 1728 | Calendario 1728 | Calendario 1728 | Calendario 1728 | Calendario 1728 | Calendario 1728 | Calendario 1728 | Calendario 1728 | Calendario 1728 | Calendario 1728 | Calendario 1728 | Calendario 1728 | Calendario 1728 | Calendario 1728 | Calendario 1728 | Calendario 1728 | Calendario 1728 | Calendario 1728 | Calendario 1728 | Calendario 1728 | Calendario 1728 | Calendario 1728 | Calendario 1728 | Calendario 1728 | Calendario 1728 | Calendario 1728 | Calendario 1728 | Calendario 1728 |
| --------------- | --------------- | --------------- | --------------- | --------------- | --------------- | --------------- | --------------- | --------------- | --------------- | --------------- | --------------- | --------------- | --------------- | --------------- | --------------- | --------------- | --------------- | --------------- | --------------- | --------------- | --------------- | --------------- | --------------- | --------------- | --------------- | --------------- | --------------- | --------------- | --------------- | --------------- | --------------- | --------------- |
|                 | 1               | 2               | 3               | 4               | 5               | 6               | 7               | 8               | 9               | 10              | 11              | 12              | 13              | 14              | 15              | 16              | 17              | 18              | 19              | 20              | 21              | 22              | 23              | 24              | 25              | 26              | 27              | 28              | 29              | 30              | 31              |                 |
| Gennaio         | Gi              | Ve              | Sa              | Do              | Lu              | Ma              | Me              | Gi              | Ve              | Sa              | Do              | Lu              | Ma              | Me              | Gi              | Ve              | Sa              | Do              | Lu              | Ma              | Me              | Gi              | Ve              | Sa              | Do              | Lu              | Ma              | Me              | Gi              | Ve              | Sa              |                 |
| Febbraio        | Do              | Lu              | Ma              | Me              | Gi              | Ve              | Sa              | Do              | Lu              | Ma              | Me              | Gi              | Ve              | Sa              | Do              | Lu              | Ma              | Me              | Gi              | Ve              | Sa              | Do              | Lu              | Ma              | Me              | Gi              | Ve              | Sa              | Do              |                 |                 |                 |
| Marzo           | Lu              | Ma              | Me              | Gi              | Ve              | Sa              | Do              | Lu              | Ma              | Me              | Gi              | Ve              | Sa              | Do              | Lu              | Ma              | Me              | Gi              | Ve              | Sa              | Do              | Lu              | Ma              | Me              | Gi              | Ve              | Sa              | Do              | Lu              | Ma              | Me              |                 |
| Aprile          | Gi              | Ve              | Sa              | Do              | Lu              | Ma              | Me              | Gi              | Ve              | Sa              | Do              | Lu              | Ma              | Me              | Gi              | Ve              | Sa              | Do              | Lu              | Ma              | Me              | Gi              | Ve              | Sa              | Do              | Lu              | Ma              | Me              | Gi              | Ve              |                 |                 |
| Maggio          | Sa              | Do              | Lu              | Ma              | Me              | Gi              | Ve              | Sa              | Do              | Lu              | Ma              | Me              | Gi              | Ve              | Sa              | Do              | Lu              | Ma              | Me              | Gi              | Ve              | Sa              | Do              | Lu              | Ma              | Me              | Gi              | Ve              | Sa              | Do              | Lu              |                 |
| Giugno          | Ma              | Me              | Gi              | Ve              | Sa              | Do              | Lu              | Ma              | Me              | Gi              | Ve              | Sa              | Do              | Lu              | Ma              | Me              | Gi              | Ve              | Sa              | Do              | Lu              | Ma              | Me              | Gi              | Ve              | Sa              | Do              | Lu              | Ma              | Me              |                 |                 |
| Luglio          | Gi              | Ve              | Sa              | Do              | Lu              | Ma              | Me              | Gi              | Ve              | Sa              | Do              | Lu              | Ma              | Me              | Gi              | Ve              | Sa              | Do              | Lu              | Ma              | Me              | Gi              | Ve              | Sa              | Do              | Lu              | Ma              | Me              | Gi              | Ve              | Sa              |                 |
| Agosto          | Do              | Lu              | Ma              | Me              | Gi              | Ve              | Sa              | Do              | Lu              | Ma              | Me              | Gi              | Ve              | Sa              | Do              | Lu              | Ma              | Me              | Gi              | Ve              | Sa              | Do              | Lu              | Ma              | Me              | Gi              | Ve              | Sa              | Do              | Lu              | Ma              |                 |
| Settembre       | Me              | Gi              | Ve              | Sa              | Do              | Lu              | Ma              | Me              | Gi              | Ve              | Sa              | Do              | Lu              | Ma              | Me              | Gi              | Ve              | Sa              | Do              | Lu              | Ma              | Me              | Gi              | Ve              | Sa              | Do              | Lu              | Ma              | Me              | Gi              |                 |                 |
| Ottobre         | Ve              | Sa              | Do              | Lu              | Ma              | Me              | Gi              | Ve              | Sa              | Do              | Lu              | Ma              | Me              | Gi              | Ve              | Sa              | Do              | Lu              | Ma              | Me              | Gi              | Ve              | Sa              | Do              | Lu              | Ma              | Me              | Gi              | Ve              | Sa              | Do              |                 |
| Novembre        | Lu              | Ma              | Me              | Gi              | Ve              | Sa              | Do              | Lu              | Ma              | Me              | Gi              | Ve              | Sa              | Do              | Lu              | Ma              | Me              | Gi              | Ve              | Sa              | Do              | Lu              | Ma              | Me              | Gi              | Ve              | Sa              | Do              | Lu              | Ma              |                 |                 |
| Dicembre        | Me              | Gi              | Ve              | Sa              | Do              | Lu              | Ma              | Me              | Gi              | Ve              | Sa              | Do              | Lu              | Ma              | Me              | Gi              | Ve              | Sa              | Do              | Lu              | Ma              | Me              | Gi              | Ve              | Sa              | Do              | Lu              | Ma              | Me              | Gi              | Ve              |                 |